# سردر باغ ملی

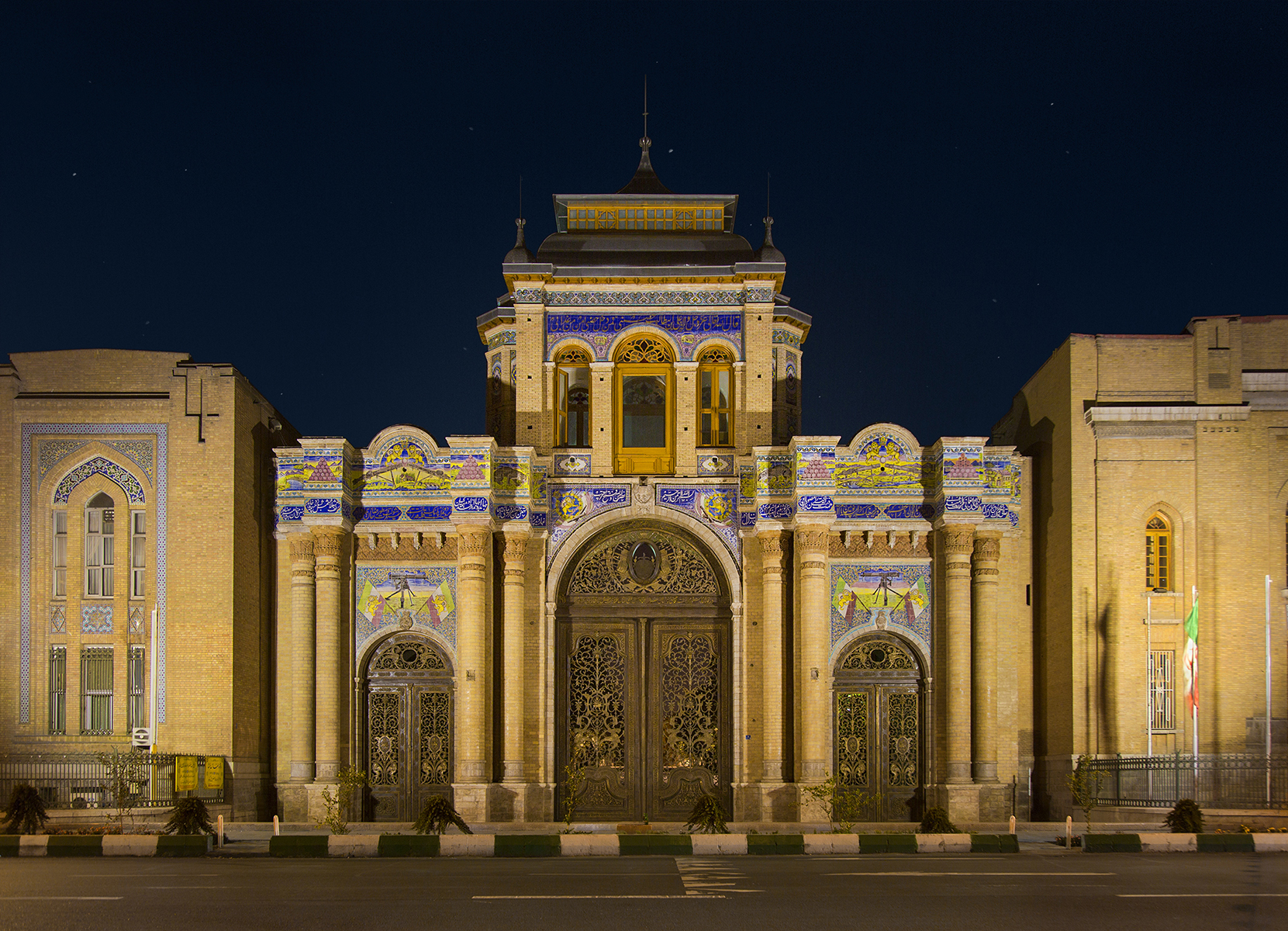
سردر باغ ملی در شب

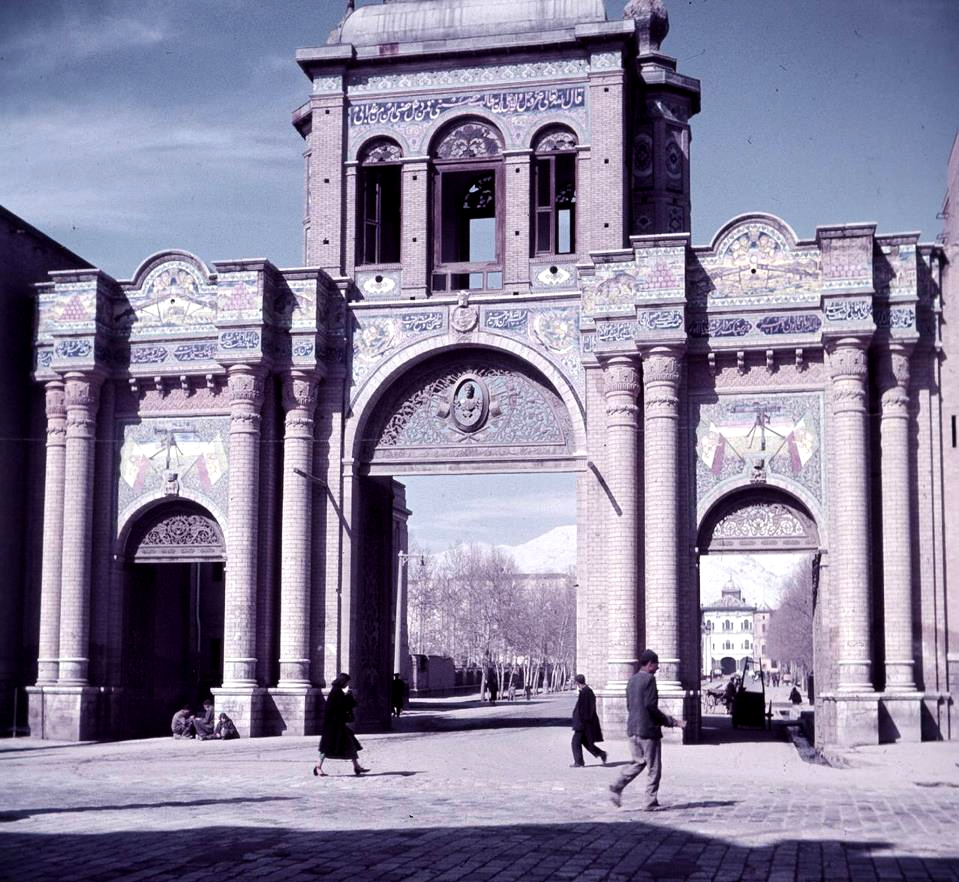
در دهه شصت میلادی

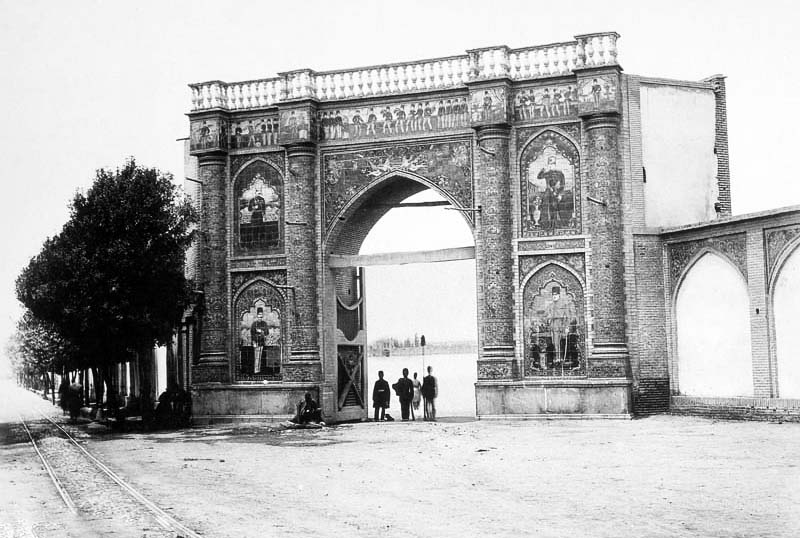
سر در میدان مشق

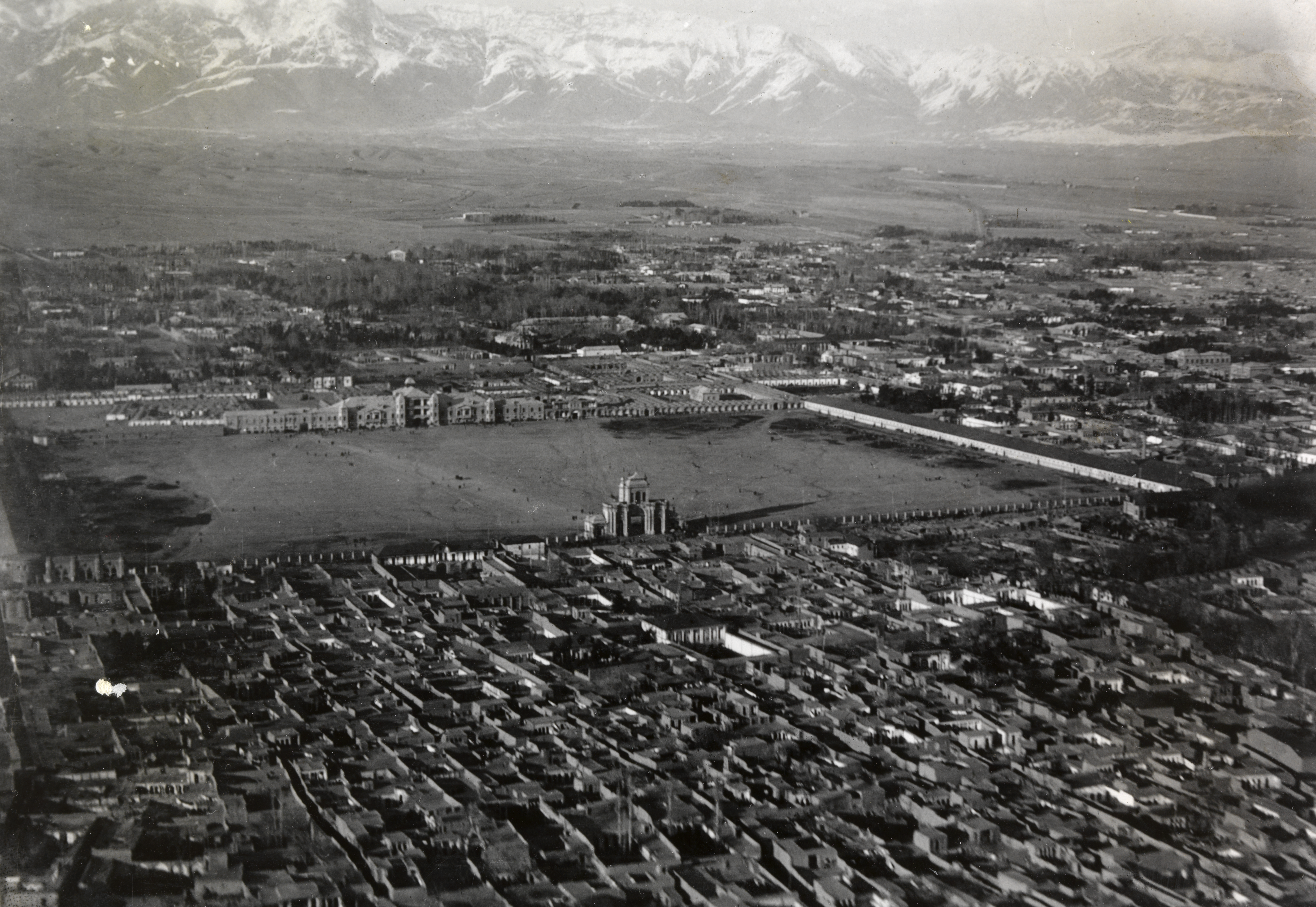
محدوده محله سنگلج و میدان مشق در سال ۱۳۰۳ خورشیدی (سال آخر سلطنت قاجاریه) - سر در باغ ملی در وسط عکس کاملا مشخص است.

سردر باغ ملی، از بناهای به جا مانده از دوره قاجار می‌باشد که در سال‌های ۱۳۰۱ تا ۱۳۰۴ توسط حسین‌علی‌بیک‌تهرانی نوسازی شده و اکنون یکی از نمادهای شهر تهران است. این بنا در ضلع شمالی خیابان امام خمینی (سپه پیشین)، در ضلع شرقی وزارت امور خارجه و در ضلع غربی موزه پست و تلگراف قرار دارد.
پیش از برج آزادی، این دروازه به عنوان نماد شهر تهران شناخته می‌شد.

## میدان مشق
میدان مشق از بزرگترین میدان‌های نظامی بوده در حدود ۴۰۰ متر طول و ۴۰۰ متر عرض داشته‌است، سربازخانه مرکزی در آن واقع بوده و نظامیان در آن مشق نظام می‌کردند. این میدان در زمان فتحعلی شاه قاجار بنا نهاده شد و در دوره ناصرالدین شاه تجدید و توسعه یافت.
در آن زمان میدان مشق دروازه‌ای زیبا پیدا کرد با یک درب دولنگه و دو طاق نمای مسدود که به صورت پخی بود، در ضلع جنوب شرقی میدان یعنی در شرق دروازه و سردر کنونی ایجاد گردید که به «سر در ناصری» معروف شد و بعضی مواقع ناصرالدین شاه از بالای آن به تماشای مشق نظامیان مشغول می‌شد.
از وقایع مهم این میدان می‌توان به اعدام میرزا رضا کرمانی قاتل ناصرالدین شاه و نیز اعدام شیخ فضل‌الله نوری اشاره کرد.

## ویژگی‌های سردر باغ ملی
سر در باغ ملی و پس از آن ساختمان‌های مجاور آن به دستور مستقیم رضا خان و توسط جعفر خان کاشانی و به کمک آلمانی‌ها (پیش از جنگ جهانی دوم) در تهران که پایتخت بود، ساخته شد. این سردر در جانب شرقی سر در قبلی و با همان ابعاد و شکل ظاهری ساخته شد و پس از آن سر در قبلی ویران گردید.

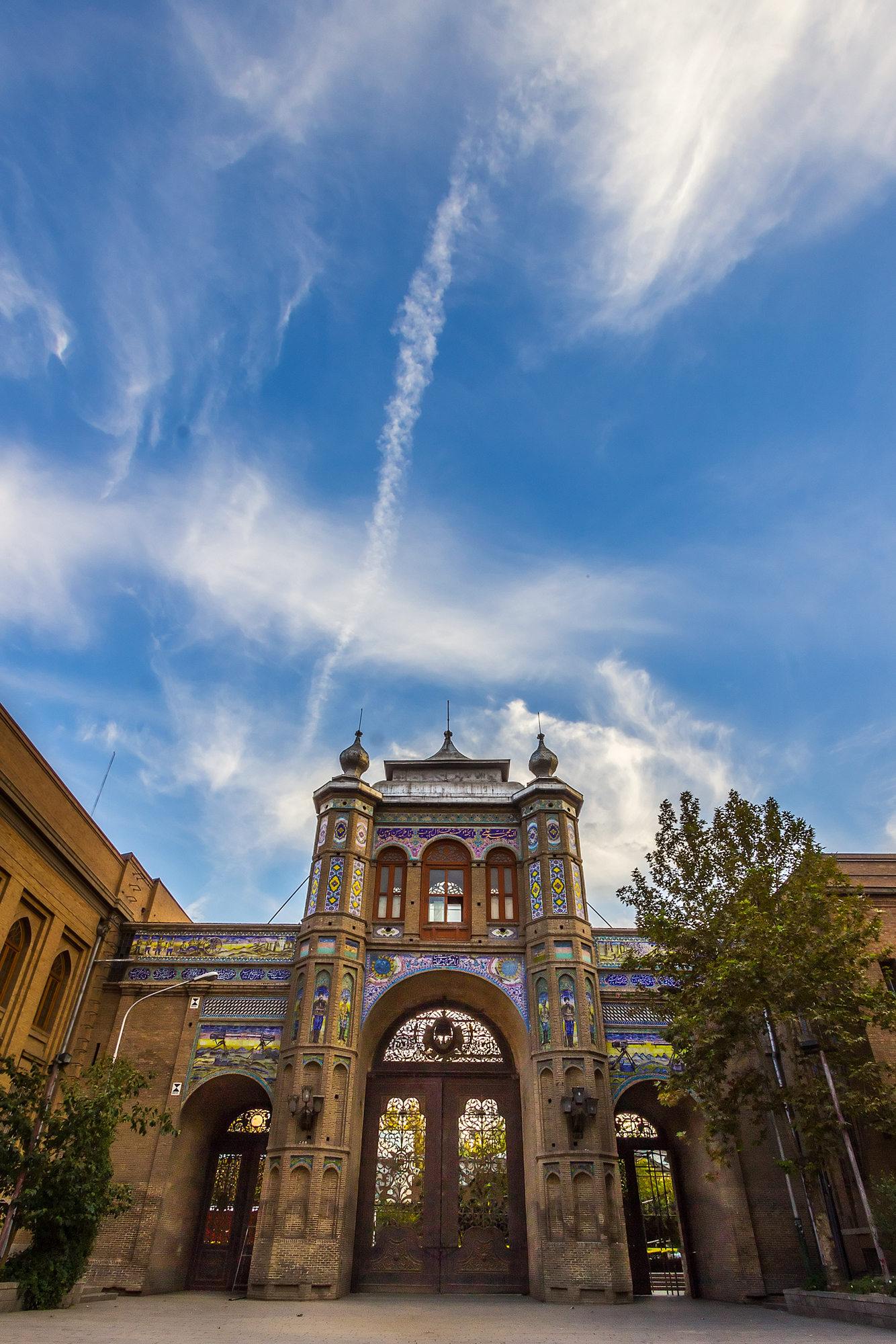
نمای جنوبی

سردر دارای یک گذرگاه بزرگ از میان و دو پیاده‌رو در طرفین است. در نمای خارجی شامل اشعاری از ندیم الملک، نقوش کاشی‌کاری شده با نقش دو شیر که تاجی را در میان گرفته‌اند و پلنگ، شیر و خورشید، تیربار و گلوله‌های توپ به چشم می‌خورد.
نمای داخلی دارای این نقوش است: صحنه تسخیر تهران در کودتای ۱۲۹۹ در نزدیکی دروازه و برج و باروهای تهران (احتمالاً دروازه قزوین)، نگاره تمام قد سربازان لژیون قزاق، مسلسل و نقوش فرشته پیروزی که کم و بیش از حجاری‌های طاق بستان اقتباس گردیده‌است.
هر سه درب دارای دروازه‌های چدنی است که در قورخانه تهران توسط استاد محمد علی کرمانی ساخته شده‌است. که از شاخص‌ترین تزیینات اثر هستند. هر یک از این ۶ لنگه در فلزی که هر یک بالغ بر چند تن وزن دارند و همگی به شیوه ریخته‌گری در قورخانه آماده‌سازی شده‌اند. برای تزیین درها از نقوش تجریدی (شبیه اژدها) یا نقش پرنده خیالی «هما» استفاده شده‌است. نکته مهم در درها، به ساختار اصلی آن بازمی‌گردد که دارای هندسه‌ای منحصربه‌فرد هستند و نسبت به زمان ساخت، بسیار پیشرو و خلاقانه آماده‌سازی شده‌اند و حتی این شایبه را ایجاد می‌کنند که بدون در نظر داشتن پوسته بیرونی، ظرفیت‌های لازم برای تبدیل به یک عنصر تزیینی (نرده‌های جداکننده) را در خود دارند. در خصوص نقش فلزی نیم‌تنه رضاخان در بخش فوقانی درها، حسین مکی به نقل از سیدحسن مدرس نظر او را چنین ذکر کرده‌است:

«هنگامی‌که سردار سپه سردر میدان مشق (باغ ملی) را ساخته بود، در بالای هلال دو مجسمه کوچک هم ساخته، نصب کرده بودند که هم از درون و هم از برون مجسمه رضاخان بود، مثل این‌که دو مجسمه را در یک قالب ریخته، بعداً پشت آنها را به هم چسبانیده بودند. روزی یکی از طرفداران سردار سپه از مدرس پرسیده بود که ساختمان سردر میدان مشق چطور است. مدرس در جواب گفته بود: مجسمه بالای سردر مثل رضاخان دورو است».
با ساختن ساختمان‌های مجاور، بخش جانبی ساختمان و کتیبه پوشانیده شد. در زمان جمهوری اسلامی اقدام به پاک کردن نشان شیر خورشید از میان پرچم ایران، دو طرف بالای سردر (نمای درونی و بیرونی) و نیز درون هلالی‌ها کردند. همچنین نیم‌تنه فلزی رضاشاه از بالای درب چدنی برداشته شد.
این اثر در تاریخ ۲ اردیبهشت ۱۳۷۶ با شماره ۱۹۶۸ به‌عنوان یکی از آثار ملی ایران به ثبت رسیده‌است.

### طراحی و معماری
طراح ساخت این سردر جعفرخان معمار کاشانی است. معماران دیگری هم او را یاری کرده‌اند. استاد اسماعیلی، همسفت کاری را انجام داد، ستون‌ها به دست کریم منیژه و کاشی‌های آن نیز توسط استاد خاک نگار مقدم ساخته شده‌است.
این بنا با آمیزه‌ای از سبک معماری ایرانی-اروپایی به ویژه در کاشی‌کاری‌ها و کلاه‌فرنگی طراحی شده‌است. پی این بنا و پایه و شال ستون‌های هشت‌گانه آن و ساق ستون‌ها آجری است. در کاشیکاری‌های بخش‌های بالایی از طرح‌ها و تصاویر اسلیمی، مسلسل، میدان جنگ، شصت تیر، رضاشاه با تفنگ شصت تیر (ماکسیم؛ اسلحه مورد علاقه رضاخان)، دو فرشته پیروزی، پرچم سه رنگ ایران، گلوله توپ، پلنگ، سروده‌ها و آیه‌های قرآنی و نام‌های امامن به صورت کتیبه زیر کلاه فرنگی نوشته شده‌است. بر روی کتیبه نمای بیرونی سروده‌هایی از ندیم‌الملک دیده می‌شود. کاشی‌کاری‌های این بنا با نقش دو شیر که تاجی را در میان گرفته‌اند، پلنگ، شیر و خورشید و مسلسل طراحی شده‌است. سردر یک دروازه سواره‌رو و دو در برای گذر پیاده در دو سوی آن دارد. مواد ساخته شده این درها چدنی است؛ که در قورخانه تهران به دست استاد محمدعلی کرمانی و زیر نظر خسرو خان سردار اعتماد (رئیس وقت قورخانه) ساخته شده‌است.
در بخش بالایی این بنا، جایگاه دیده‌بانی، نقاره‌زنی و گذر نیروهای نظامی طراحی شده‌است. در کاشیکاری‌های این بنا عناصری برای یادبود کودتای سوم اسفند و فتح تهران به دست رضاخان وجود دارد که از آن میان می‌توان تخریب برج و بارو با گوله‌های توپ، رضاشاه در حال تیراندازی، دو فرشته پیروزی را نام برد.
سابق بر این در اطراف این سردر، دو اتاقک نگهبانی قرار داشت که به‌منظور ساخت بنای عمارت پست در جبهه شرقی و ساختمان کمپانی نفت ایران و انگلیس در جبهه غربی تخریب شدند. سردر باغ ملی را می‌توان یکی از زیباترین دروازه‌های تاریخی ایران به‌شمار آورد. پهنای دروازه باغ ملی از شرق به غرب، حدود ۲۶متر است که با احتساب برج‌های نگهبانی سابق به کمتر از ۴۷متر می‌رسد. ارتفاع بنا حدود ۲۲متر تا زیر علمک پرچم و ۲۵متر تا نوک آن است. از فضای فوقانی با کارکرد نقاره‌خانه و با هدف انتقال مرکزیت قدرت از ارگ حکومتی به میدان مشق استفاده می‌شده‌است. عین السلطنه در کتاب خاطرات خود تغییرات روی داده در میدان مشق در این زمان را چنین شرح می‌دهد: «تغییرات طهران- ساختمان‌های نو- اما انسان مبهوت می‌ماند وقتی‌که نگاه به بنایی‌های جدید می‌کند که با آن بی‌پولی، ساختن این همه ابنیه جدید برای چیست. درصورتی‌که عمارت‌های قدیم برای جزئی تعمیر که دارد ویران می‌شود. دیوار میدان مشق را برداشته اند هشت ذرع به خیابان مریضخانه وسعت داده‌اند. یک سردر بسیار عالی وسط خیابان روبه روی عمارت قزاق‌خانه می‌دهند که بالای آن گفتند مجسمه سردار را خواهند گذاشت.» در جای دیگر می‌گوید: «پنجشنبه سلخ جمادی‌الاولی، ۲۷جدی- سردار سپه اعلیحضرت را میدان مشق به سان قشون دعوت نموده بود. ما هم قضا قورتکی دعوت شده بودیم‏. یک سردر بسیار بسیار عالی که می‌گویند بیست الی بیست و پنج هزار تومان خرج آن شده، سمت جنوبی میدان به خیابانی که سابقاً مریض‌خانه و امروز پس از آن‌که ده ذرع از فضای میدان علاوه آن کردند به خیابان سپه موسوم شده‌است ساخته اند که هیچ بنایی در عالم از این بی‌مصرف تر و مُهمَل تر یافت نمی‌شود. فقط و فقط برای آن‌که مجسمه نیم تنه (بوست) سردار سپه را وسط آن گذاشته و اشعار زیادی به خط… و جلی به کتیبه‌های آن در مدح و ثنا و شجاعت و پهلوانی سردار سپه به کاشی‌های ممتاز نوشته و بدان جا نصب کنند.»
ازجمله جنبه‌های تزیینی این اثر می‌توان به ساختار آجری آن اشاره داشت که نقش سازه‌ای را نیز ایفا می‌کند. جدای از هشت ستون آجری مدور، با سرستون‌هایی به نقش برگ کنگر، قاب‌بندی‌هایی از حصیرباف آجری در نمای جنوبی اثر وجود دارند که هر بیننده‌ای را مسحور خود می‌سازند. کاشی‌کاری‌های سردر نیز که موضوع نقوش آن پیشتر ذکر شد، فارغ از مباحث مربوط به تکنیک ساخت و آشفتگی نقوش در مرمت‌های بعدی، دارای رنگ‌هایی عالی و خطوطی زیبا هستند که به کل اثر جلوه‌ای ویژه می‌بخشد.
نمای داخلی اثر به لحاظ تزیینات کمابیش از نمای جنوبی تبعیت می‌کند، با این تفاوت که آجرکاری آن به‌مراتب ساده‌تر اجرا شده‌است و به‌جای ستون‌های مدور، سه ضلع از دو برج هشت‌ضلعی با عقب نشستگی و تزیینات کاشی‌کاری (لژیون قزاق با لباس‌ها، کلاه‌ها و سلاح‌های ویژه خودشان) جایگزین شده‌است اما دو قاب از کاشی‌کاری‌های نمای شمالی به‌مراتب از سایر قاب‌ها متفاوت است و نقوش آن به‌نوعی با ایجاد تصویری سه‌بعدی، مدرن به‌شمار می‌رود. در طبقه فوقانی نیز سه قاب پنجره متقارن در دو جبهه شمالی و جنوبی واقع شده که براساس مستندات تاریخی، قاب میانی ابتدا به ساکن فاقد شیشه‌خور بوده و چشم‌انداز کاملی نسبت به محوطه میدان مشق را در اختیار قرار می‌داده‌است. در ادوار بعدی و به‌واسطه تغییر کاربری سردر، دو عدد چوب چهار تراش به‌صورت صلیبی به میانه قاب اضافه شده، با افزودن زوار، امکان شیشه‌گذاری را فراهم کرده‌اند.
پوشش نهایی با استفاده از خرپای چوبی و شیروانی اجرا شده‌است. در دو اتاق شرقی و غربی این ساختار، به ساده‌ترین شکل ممکن اجرا شده، در ساختار میانی طی پنج مرحله انتقال نیرو، از دو عنصر قوس‌دار (مقعر و محدب) و برای ساخت هر یک از قوس‌ها، از چهار قطعه متوالی و وصله‌هایی جانبی استفاده شده‌است. با توجه به استفاده از چوب‌هایی با ابعاد متغیر، معمولاً شکل هندسی به‌دست آمده یکدست نبوده و بعضاً مجبور به استفاده از لقمه‌هایی برای تسطیح زیرسازی شیروانی‌کوبی شده‌اند. مهم‌ترین عناصر سازه‌ای در مجموعه میانی، یک دیرک قائم با قطر تقریبی ۱۸ الی ۲۰سانتی‌متر است که به کمک تیرهای افقی، نیروهای وارده را به دیوارهای جانبی منتقل کرده، در ترازهای بالاتر، خود پذیرای عناصر ثقلی دیگر است. بخشی از این نیروها نیز به کمک ۶ عدد ستون کمکی در چهار کنج و میانه طولی دیوارها مهار می‌شوند.

## نام‌گذاری
این بنا به عنوان دروازه ورودی به میدان مشق که محوطه‌ای نظامی و در اختیار قشون بوده، ساخته شد. چندی پس از ساختن این دروازه، طرح برپایی نخستین باغ همگانی (پارک) شهر تهران (به نام باغ ملی) در زمین‌های درون میدان مشق برنامه‌ریزی و پیاده‌سازی شد و از این رو نام دروازه میدان مشق به سردر باغ ملی دگرگون شد.
در مطلبی که در ۱۳ مهرماه ۱۳۰۷شمسی در روزنامه اطلاعات به چاپ رسید آمده‌است:
«این اسم، اندک زمانی است به گوش‌ها آشنا شده‌است. پارسال این وقت باغ ملی نداشتیم و خوشبختانه حالا دارای باغ ملی هستیم. باغ در طهران اطراف شهر زیاد است. باغ‌های بزرگ و مصفا و پارک‌های مجلل و آراسته متعدد موجود است، ولی باغی که درواقع تفرجگاه عمومی باشد و شب و روز محل استفاده و تفریح عامه قرار گیرد وجود نداشت. راستی برای طهران مرکز و پایتخت ایران باستانی ناشایسته است و باورنکردنی بود که باغ ملی نداشته باشد درحالی‌که که امروزه در اروپا هر دهکده یک باغ ملی و هر شهر کوچکی چندین باغ ملی و تفرجگاه عمومی دارد. این باغ در قسمت غربی میدان مشق از چندی به این‌طرف رسماً دایر شده و از عصر الی پاسی از شب گذشته، صدها مرد و زن در خیابان‌ها و کنار باغچه‌های پر از گل و ریاحین و ازهار دیده می‌شوند که ایابا و ذهابا قدم می‌زنند و گردش می‌کنند و به تفرج در آن‌جا اشتغال می‌یابند. نمی‌دانم اولیاء بلدیه چه نظریاتی دارند و آیا این باغ ملی را به همین حال می‌گذارند یا اقناع نشده تکمیل خواهند کرد؟» (رک روزنامه اطلاعات- ۱۳ مهرماه ۱۳۰۷ شمسی).
با این حال باغ ملی چند سال بیشتر دوام نیاورد و با احداث دو ساختمان شرکت نفت ایران و انگلیس و اداره پست بلدیه در همان سال‌ها، دو پست نگهبانی واقع در قسمت غربی و شرقی سردر تخریب می‌شود و منظره زیبا و منفرد بنای سردر تا حدودی تحت‌تأثیر دو بنای مجاور خود قرار می‌گیرد. همچنین بعدها در محوطه آن، ساختمان‌هایی از جمله ساختمان وزارت امور خارجه ایران، کتابخانه ملی و موزه ایران باستان ساخته شد. اما نام این باغ بر سر دروازه میدان مشق پابرجا ماند و سردر باغ ملی در جایگاه نمادی از معماری آن دوره در یادها باقی ماند.

## نگارخانه

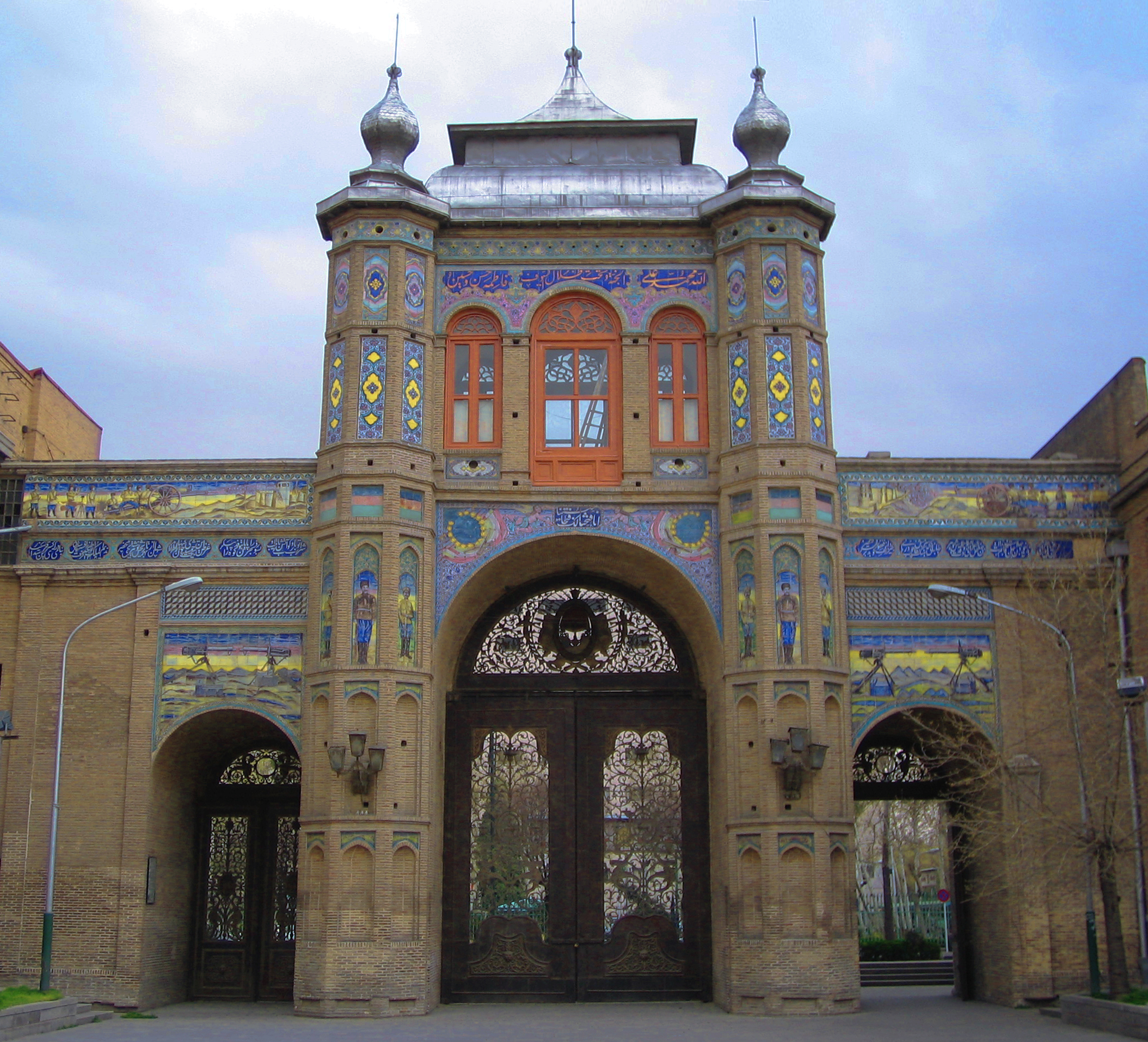
نمای درونی سردر باغ ملی از میدان مشق
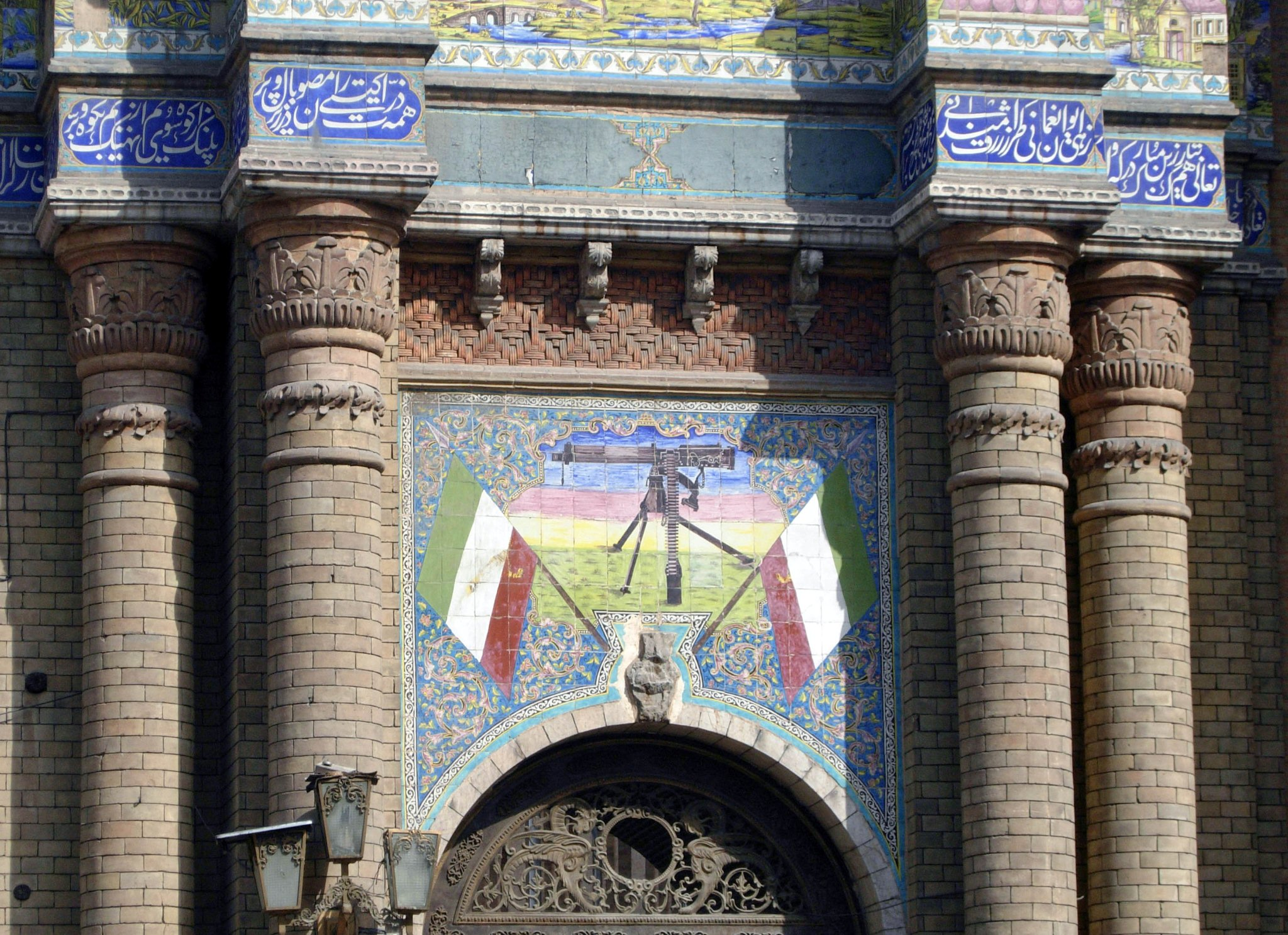
نمای نزدیک از کاشی‌کاری‌ها
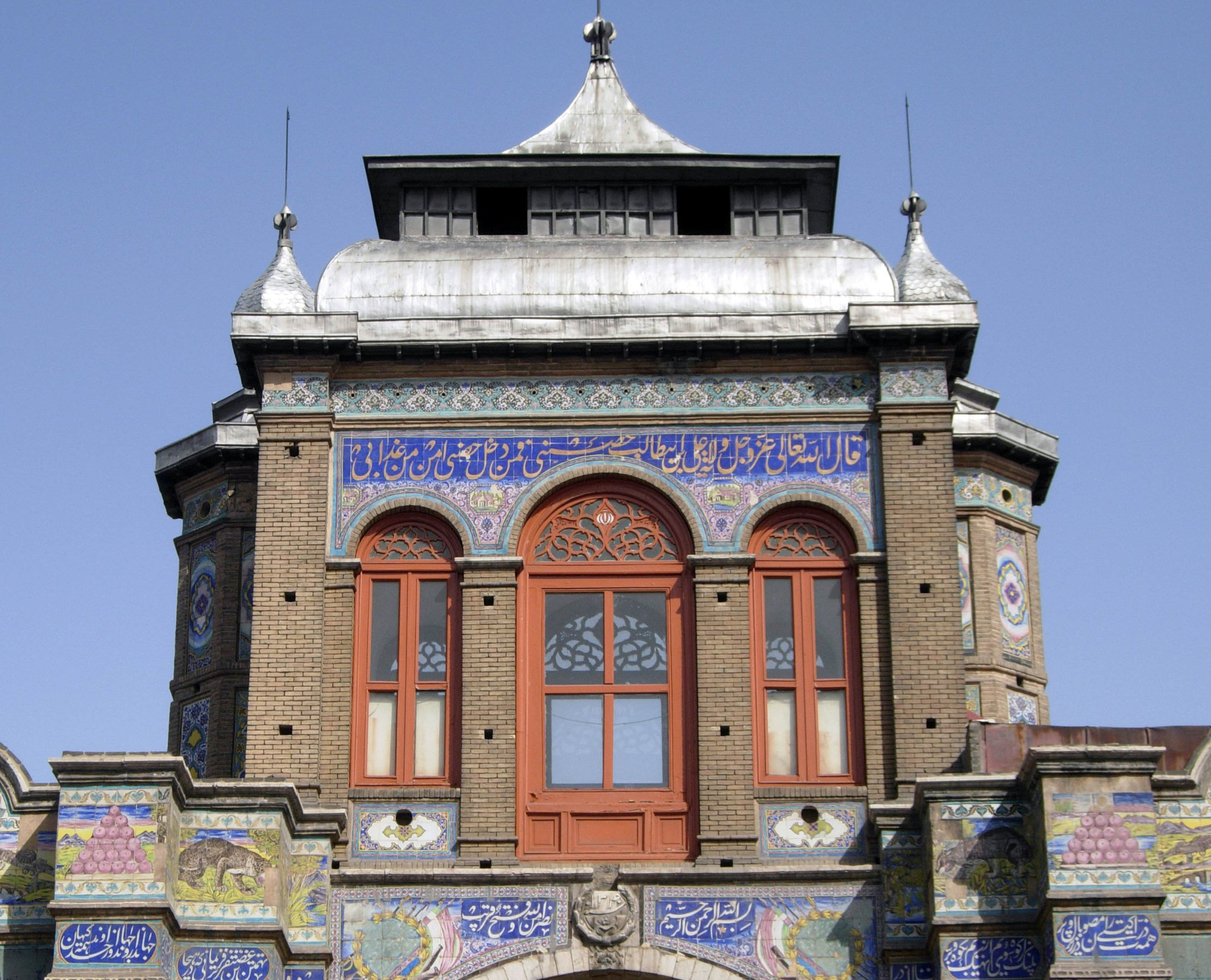
نمای نزدیک از طبقه بالا